# Nazalou Alooa
Nazalou Alooa is een bestuurslaag in het regentschap Gunungsitoli van de provincie Noord-Sumatra, Indonesië. Nazalou Alooa telt 1063 inwoners (volkstelling 2010).